# Richard Samko
Richard Samko, češki reporter in voditelj romske narodnosti, 16. maj 1978, Náchod, Češkoslovaška.
Izučil se je za kuharja in natakarja, nato pa opravil novinarski tečaj in se leta 1999 zaposlil na Češki televiziji, kjer dela še danes.
Do leta 2010 je sodeloval s Češkim radiem (Radiožurnál); leta 2008 je plesal v gledališkem projektu Ciganska suita. (Cikánská suita).